# 雷打石镇
雷打石镇，中华人民共和国湖南省株洲市天元区下属的一个镇，位于天元區南部，东临湘江。京珠高速公路经过镇区。

## 歷史
雷打石鎮古稱清石潭，「雷打石」之名來源於清石潭一帶的湘江江岸有磨盤山，山上有巨石如磨，周圍有九塊石頭似牛，後於明朝嘉靖年間遇雷擊，因名。

### 建制沿革
- 1953年，设置雷打石镇，属湘潭县；
- 1959年，改属株洲市郊区；
- 1965年，改属株洲县；
- 1967年，更名建新镇；
- 1968年，并入雷打石公社；
- 1970年，复置雷打石镇；
- 1995年，伞铺乡并入；
- 2011年，改属天元区。

## 行政区划
雷打石镇下辖3个居委会和23个行政村：
- 沧沙埠居委会、公道居委会、青石居委会
- 胜塘村、城围村、霞石村、盘石村、砖桥村、龙塘村、胜利村、泉丰村、铁篱村、龙岩村、建强村、布塘村、龙泉村、新林村、中心村、脉湾村、小冲村、养鲤村、农科村、金塘村、扶椅山村、东林村、仙鹅村